# NGC 6615
NGC 6615 في الفهرس العام الجديد، هي مجرة، تقع في كوكبة الحواء. اكتشفت في 9 يوليو 1863 بواسطة ألبرت مارث.

## روابط خارجية
- NGC 6615 على موقع ويكي سكاي: DSS2, SDSS, GALEX, IRAS, Hydrogen α, X-Ray, Astrophoto, Sky Map, Articles and images